# 我知道你是大麻煩
《我知道你是大麻煩》是美國創作歌手泰勒絲的一首歌曲，收錄於其第4張錄音室專輯《红》。歌曲於2012年10月9日由大機器唱片作為專輯的第3支宣传单曲發行，並在同年11月27日成為專輯的第3支正式單曲。歌曲由泰勒絲、马克斯·马丁和歇爾貝克共同創作，其製作則由後2者共同完成。音樂上，歌曲的曲風為電子流行及電子舞曲（EDM），其中迴響貝斯較泰勒絲之前的曲風有所突破，這首歌也是泰勒絲尚未轉型成流行歌手前發佈的第二首流行歌曲。歌曲的歌詞表達了泰勒絲早知戀人是大麻煩，因而對失戀內心毫無波動。這首歌為國際暢銷單曲。
《我知道你是大麻煩》獲得了樂評的普遍好評，樂評稱讚其符合主流口味，但指出泰勒絲在歌曲中實驗性的迴響貝斯相對受限。由於強大的數位下載量，歌曲以416,000份首週銷量空降《告示牌》百强单曲榜第3名，並於2013年1月取得了其最高排位第2名，僅次於布鲁诺·马尔斯的《深陷天堂》。在2013年YouTube音乐奖，歌曲獲得了YouTube現象獎。截至2017年11月，歌曲在美國的銷量已超過540萬。
歌曲的音樂錄影帶於2012年11月18日在加利福尼亚州洛杉矶拍攝，由安東尼·曼德勒執導，於2012年12月13日在音樂電視網首播。錄影帶的男主角則由演員瑞夫·卡尼擔任。錄影帶的劇情講述了泰勒絲與前男友參加派對，但被前男友拋棄在一片荒涼的沙漠後，回憶起過往經歷的故事。錄影帶贏得了2013年MTV音乐录像带大奖最佳女歌手錄影帶，並獲得了年度音樂錄影帶提名。泰勒絲曾多次現場表演了這首歌曲，她在2012年全美音樂獎上首演了歌曲，並在其红巡回演唱会，1989世界巡迴演唱會和舉世盛名體育場巡迴演唱會（英國曼徹斯特場及澳洲伯斯場）和時代巡迴演唱會等上現場表演了歌曲。

## 曲目列表和發行形式
- 數位下載/CD單曲[14][15][16]

1. "I Knew You Were Trouble" – 3:40

## 榜單
| 榜單（2012年-2013年）                     | 最高 排位 |
| ----------------------------------------- | --------- |
| 澳大利亚（澳大利亚唱片业协会單曲榜）      | 3         |
| 奥地利（Ö3四十强单曲榜）                  | 6         |
| 比利时佛兰德（Ultratop五十强单曲榜）      | 10        |
| 比利时瓦隆（Ultratop五十强单曲榜）        | 32        |
| 巴西（《告示牌》巴西百強單曲榜）          | 24        |
| 保加利亚（保加利亚音乐制作人协会单曲榜）  | 29        |
| 加拿大（Canadian Hot 100）                | 2         |
| 加拿大（《告示牌》Canada AC）             | 5         |
| 加拿大（《告示牌》Canada CHR）            | 1         |
| 加拿大（《告示牌》Canada Hot AC）         | 1         |
| 捷克（電台百強單曲榜）                    | 1         |
| 丹麥（Hitlisten单曲榜）                   | 3         |
| 歐洲（《告示牌》Euro Digital Song Sales） | 3         |
| 芬蘭（芬兰官方下载榜）                    | 10        |
| 法国（法國唱片出版業公會單曲榜）          | 14        |
| 匈牙利（四十强电台榜）                    | 13        |
| 愛爾蘭（愛爾蘭唱片音樂協會单曲榜）        | 4         |
| 以色列（媒体森林电台榜）                  | 2         |
| 日本（日本熱門100金曲榜）                 | 51        |
| 黎巴嫩（黎巴嫩官方二十強榜）              | 3         |
| 盧森堡（《告示牌》數位歌曲榜）            | 6         |
| 墨西哥（拉美監控熱門英語榜）              | 15        |
| 荷兰（荷蘭四十強單曲榜）                  | 19        |
| 新西兰（新西兰唱片音乐协会单曲榜）        | 3         |
| 蘇格蘭（官方榜单公司單曲榜）              | 2         |
| 斯洛伐克（電台百強單曲榜）                | 17        |
| 南非（媒體指南）                          | 6         |
| 西班牙（西班牙音樂製作協會）              | 17        |
| 瑞典（瑞典最熱榜）                        | 37        |
| 瑞士（瑞士热门音乐榜）                    | 8         |
| 英國（官方榜单公司單曲榜）                | 2         |
| 美国（《告示牌》百大單曲榜）              | 2         |
| 美國（《告示牌》成人當代單曲榜）          | 5         |
| 美國（《告示牌》Adult Pop Airplay）       | 1         |
| 美國（《告示牌》Country Airplay）         | 55        |
| 美國（《告示牌》Dance/Mix Show Airplay）  | 18        |
| 美國（《告示牌》Pop Airplay）             | 1         |
| 美國（《告示牌》Rhythmic Songs）          | 21        |

| 榜單（2013年）                       | 排位 |
| ------------------------------------ | ---- |
| 澳大利亞（澳大利亞唱片業協會單曲榜） | 55   |
| 加拿大（加拿大百強單曲榜）           | 12   |
| 德國（媒體控制AG）                   | 57   |
| 匈牙利（四十強電台榜）               | 94   |
| 紐西蘭（紐西蘭唱片音樂協會）         | 31   |
| 英國（官方榜單公司單曲榜）           | 17   |
| 美國（《告示牌》百強單曲榜）         | 16   |

## 銷售認證
| 地區                                                       | 认证     | 认证单位/销量 |
| ---------------------------------------------------------- | -------- | ------------- |
| 澳大利亚（澳大利亚唱片业协会）                             | 11× 白金 | 770,000‡      |
| 奥地利（國際唱片業協會奧地利分會）                         | 金       | 15,000*       |
| 比利时（比利時唱片音樂協會）                               | 金       | 15,000*       |
| 加拿大（加拿大音乐协会）                                   | 5× 白金  | 400,000*      |
| 丹麦（國際唱片業協會丹麥分會）                             | 白金     | 90,000‡       |
| 德国（聯邦音樂產業協會）                                   | 白金     | 300,000‡      |
| 意大利（意大利音乐产业联盟）                               | 金       | 25,000‡       |
| 日本（日本唱片協會）                                       | 金       | 100,000*      |
| 墨西哥（墨西哥音像製品協會）                               | 金       | 30,000*       |
| 新西兰（新西兰唱片音乐协会）                               | 2× 白金  | 30,000*       |
| 波兰（波蘭音像製造商協會）                                 | 3× 白金  | 150,000‡      |
| 葡萄牙（葡萄牙唱片業協會）                                 | 金       | 10,000‡       |
| 西班牙（西班牙音樂製作協會）                               | 金       | 30,000‡       |
| 瑞典（瑞典唱片業協會）                                     | 金       | 20,000‡       |
| 瑞士（國際唱片業協會瑞士分会）                             | 白金     | 30,000^       |
| 英国（英国唱片业协会）                                     | 2× 白金  | 1,200,000‡    |
| 美国（美國唱片業協會）                                     | 7× 白金  | 7,000,000‡    |
| 委內瑞拉（委內瑞拉音像製品協會）                           | 白金     | 30,000‡       |
| *僅含認證的實際銷量 ^僅含認證的出貨量 ‡僅含認證的+實際銷量 |          |               |

## 發行歷史
| 國家   | 日期           | 形式         | 廠牌   |
| ------ | -------------- | ------------ | ------ |
| 美國   | 2012年10月9日  | 數位下載     | 大機器 |
| 美國   | 2012年11月27日 | 主流電台     | 大機器 |
| 美國   | 2012年12月13日 | CD單曲       | 大機器 |
| 意大利 | 2013年1月11日  | 當代流行電台 | 環球   |